# Profiles in Courage
Pour l’article homonyme, voir Profiles in Courage (série télévisée).
Profiles in Courage est un livre paru en 1956 rassemblant de courtes biographies de huit sénateurs américains, dont l'auteur crédité est John Fitzgerald Kennedy, bien que l'étendue de sa contribution ne soit pas établie avec certitude. La paternité en est aujourd'hui accordée à Ted Sorensen, bras droit de Kennedy et auteur de ses plus grands discours.

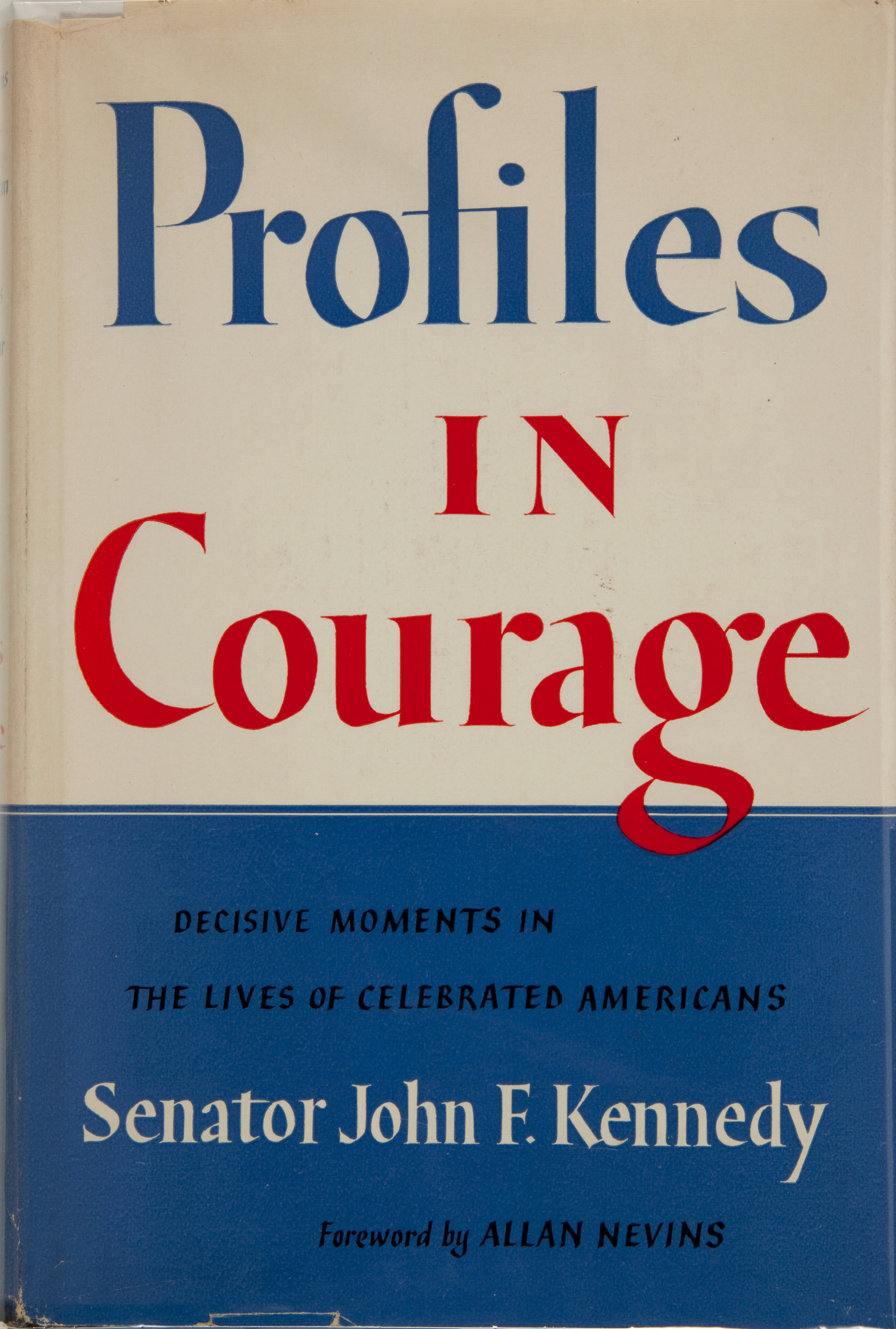
Page de couverture de la première édition

Le livre a été récompensé par le Prix Pulitzer en 1957.
Le propos se consacre en grande partie aux efforts de sénateurs pour différer la guerre civile au milieu du XIXe siècle. Il a été salué par la critique, et a été un succès de librairie.
Dans la préface, le sénateur Kennedy évoque les problèmes de courage politique face à la pression, et décrit trois types de pressions auxquelles doivent faire face les sénateurs: être appréciés, être réélus, et faire face aux groupes d'intérêts.

## Les biographies
- John Quincy Adams, du Massachusetts.
- Daniel Webster, du Massachusetts.
- Thomas Hart Benton, du Missouri.
- Samuel Houston, du Texas.
- Edmund G. Ross, du Kansas.
- Lucius Lamar, du Mississippi.
- George Norris, du Nebraska.
- Robert Taft, de l'Ohio. Dans le livre, Taft est loué d'avoir condamné le procès de Nuremberg.